# 韋塞萊 (希羅凱市鎮)
47°59′50″N 34°55′23″E / 47.99722°N 34.92306°E
韋塞萊（烏克蘭語：Веселе）是位於烏克蘭東南部的村莊，由扎波羅熱州扎波羅熱区的希羅凱市鎮負責管轄。該村距離佐里亞內、彼得羅皮爾和盧卡舍韋1公里，始建於1861年，面積18.06平方公里，海拔高度112米，2024年人口400。